# Quichuamyia costaricensis
Quichuamyia costaricensis är en tvåvingeart som beskrevs av Brammer 2005. Quichuamyia costaricensis ingår i släktet Quichuamyia och familjen vapenflugor.
Artens utbredningsområde är Costa Rica. Inga underarter finns listade i Catalogue of Life.